# Saint-Martin-sur-Écaillon
Saint-Martin-sur-Écaillon ist eine französische Gemeinde mit 492 Einwohnern (Stand 1. Januar 2022) im Département Nord in der Region Hauts-de-France. Sie gehört zum Kanton Caudry im Arrondissement Cambrai. Die Bewohner nennen sich Saint-Martinois(es).

## Geographie
Die Gemeinde Saint-Martin-sur-Écaillon liegt am Écaillon, zwölf Kilometer südlich von Valenciennes. Sie grenzt im Nordosten an Bermerain, im Südosten an Escarmain, im Süden an Vertain, im Südwesten an Haussy und im Nordwesten an Vendegies-sur-Écaillon.

## Geschichte und Ereignisse
Saint-Martin-sur-Écaillon war Etappenort beim Radrennen Paris–Roubaix 2016.

## Bevölkerungsentwicklung
| Jahr                       | 1962 | 1968 | 1975 | 1982 | 1990 | 1999 | 2006 | 2013 | 2021 |
| Einwohner                  | 442  | 451  | 455  | 467  | 454  | 424  | 499  | 519  | 500  |
| Quellen: Cassini und INSEE |      |      |      |      |      |      |      |      |      |

## Sehenswürdigkeiten

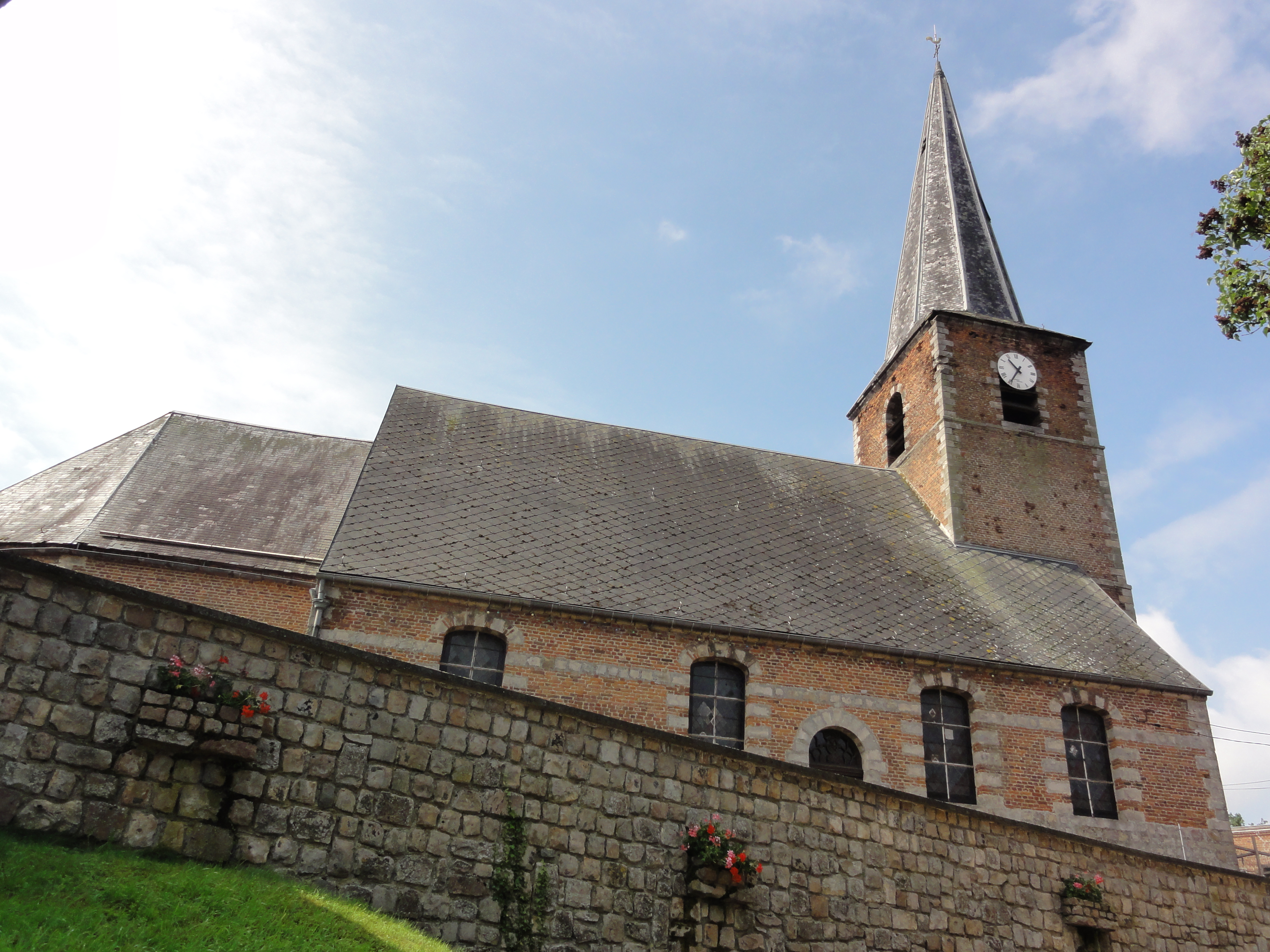
Kirche Saint-Martin
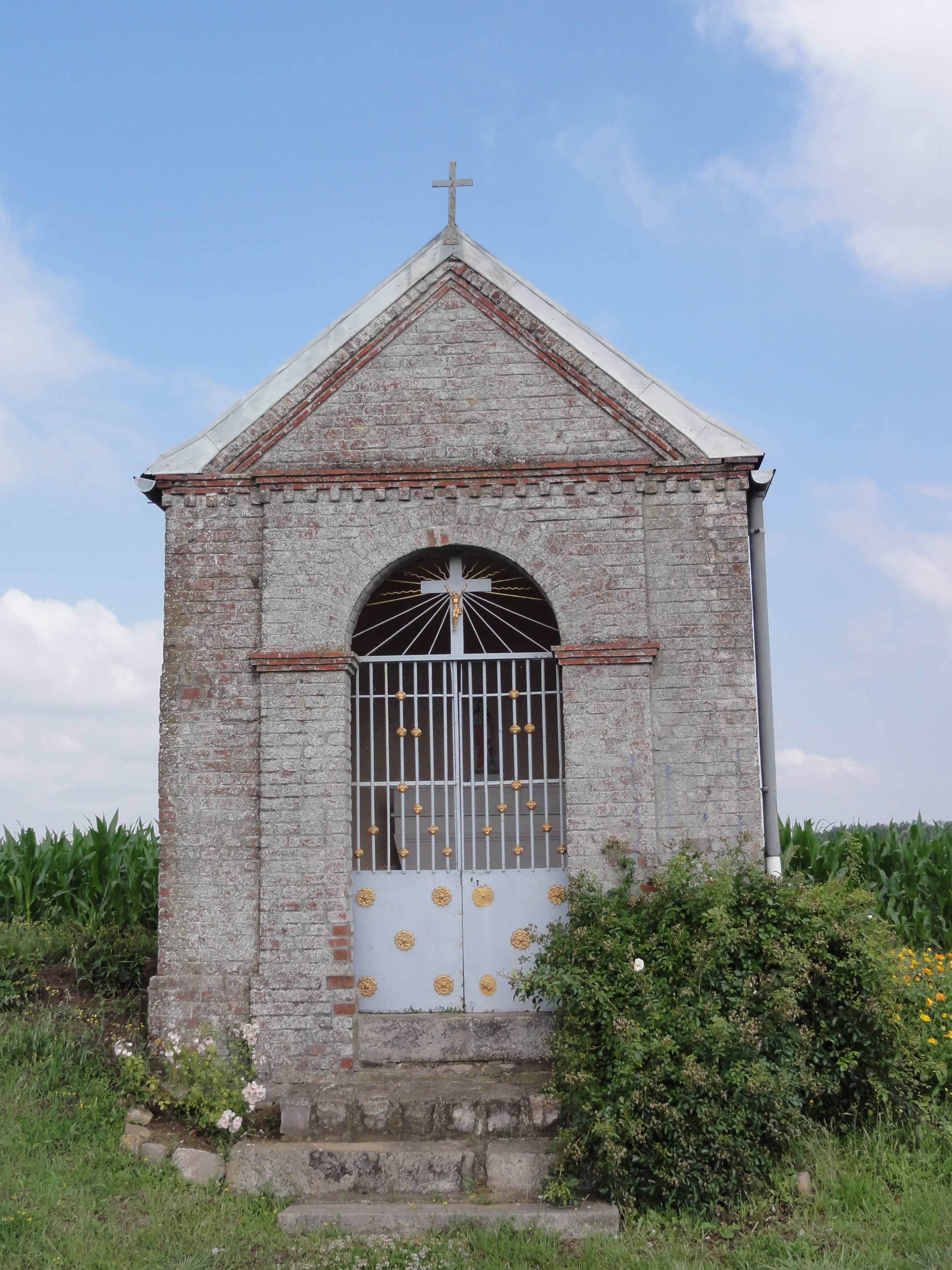
Oratorium
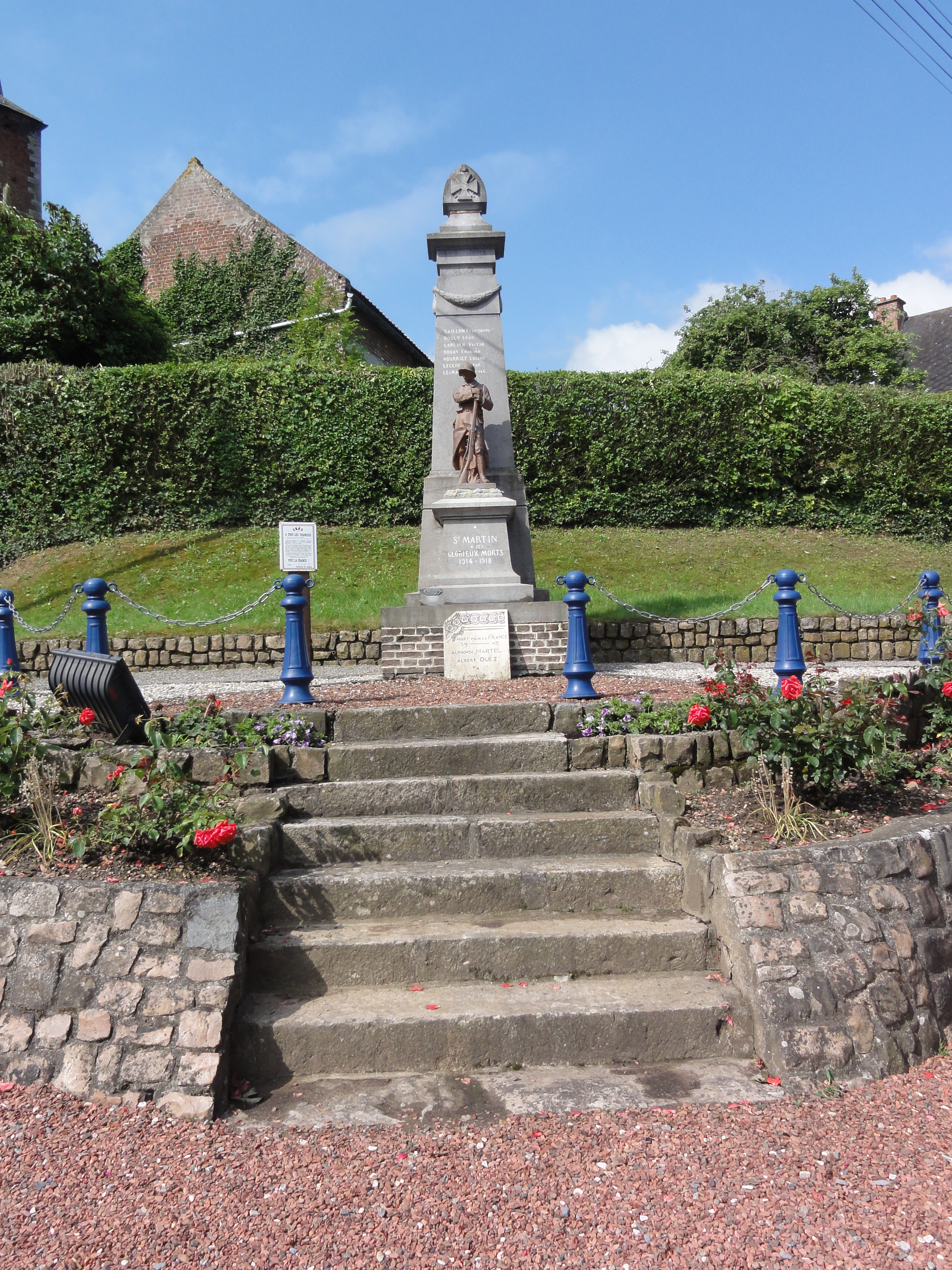
Gefallenendenkmal

- Oratoprium in der Rue Villars

- Kirche Saint-Martin
- Oratorium
- Gefallenendenkmal

## Persönlichkeiten
- Anselme-Marie Bruniaux (1823–1892), Generalminister der Kartäuser